# Хвост Камма

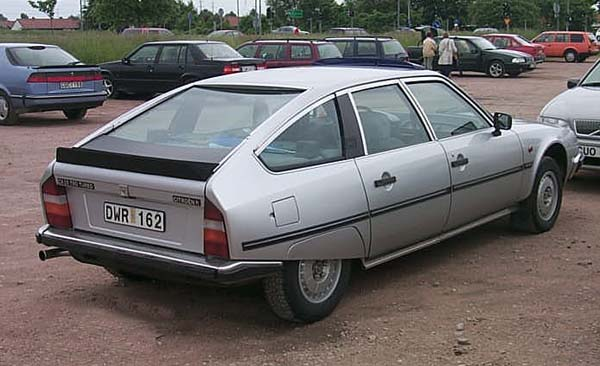
Каммбэк (Ситроен CX)

Хвост Камма (также каммбэк, от англ. Kammback, в честь швейцарца Вунибальда Камма, также англ. K-tail, Kamm tail) — название формы кузова легкового автомобиля с задней частью, крыша которой вначале плавно скошена, но затем кончается почти вертикальным обрезом.

## Преимущества

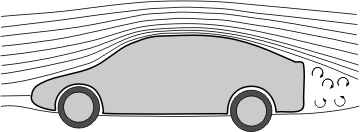
Линии тока при обтекании хвоста Камма. Круговые стрелки обозначают зону турбулентности

Хвост Камма является одним из решений практической проблемы создания обтекаемого корпуса автомобиля: хорошо обтекаемый корпус оказывается слишком длинным, а попытки его укоротить с помощью более крутого заднего скоса приводят к отрыву пограничного слоя и резкому увеличению сопротивления. Камм предложил делать задний скос плавным, чтобы затянуть отрыв и тем самым уменьшить размеры турбулентного потока позади кузова. Эксперименты показали, что сопротивление примерно пропорционально поперечному сечению зоны турбулентности и не зависит от формы кузова после точки отрыва потока, что позволяет резко обрезать кузов в этом месте и таким образом использовать относительно бо́льшую часть длины автомобиля для размещения высокого салона.

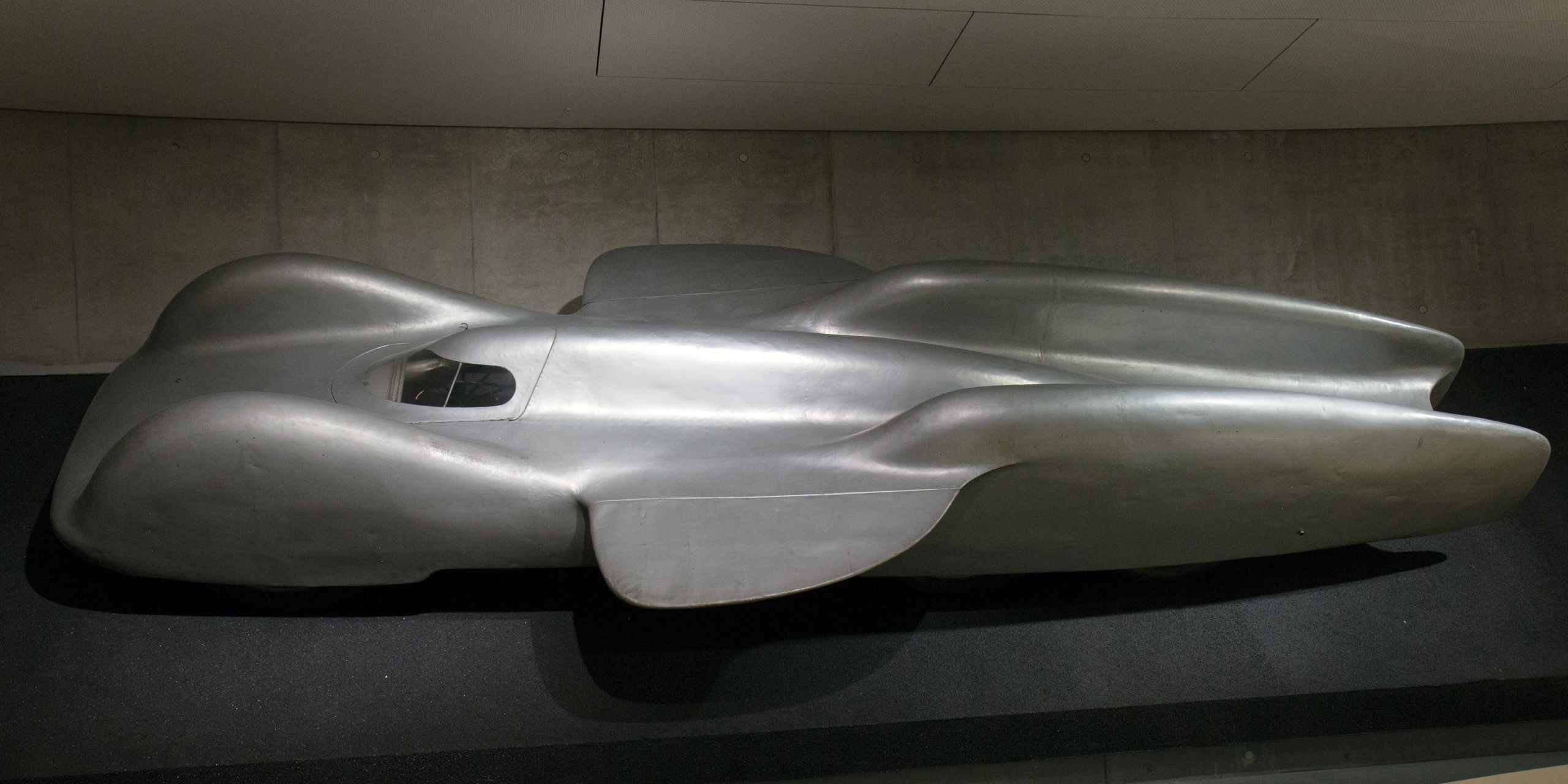
Каплевидные формы довоенного Мерседеса Т80 по обтекаемости значительно превосходят современные массовые автомобили, но при длине в 8 метров и отсутствии места для пассажиров и багажа

Каммбэк далёк от аэродинамического идеала. Например, тело каплевидной формы, плавно утоньшающееся в задней части, может вообще не иметь зоны турбулентности позади него и потому обладать очень малым сопротивлением; согласно городской легенде, корпуса, построенные по схеме каммбэка, оказываются более обтекаемыми, будучи развёрнутыми «задом наперёд». Хвост Камма является практическим компромиссом между коэффициентом аэродинамического сопротивления, ограничениями на длину и необходимостью размещения внутри кузова пассажиров и багажа.

## История
Научно-исследовательский институт транспортных средств и автомобильных двигателей в Штутгарте (нем. FKFS) под руководством Камма в 1938 году построил прототип «К-1» с низким коэффициентом лобового сопротивления (0,23). Однако, в серию идеи Камма пошли, да и то ненадолго, лишь начиная с англ. Nash Airflyte (США, 1949—1951) и Боргвард Ханза 2400 S (Германия, 1952—1959).

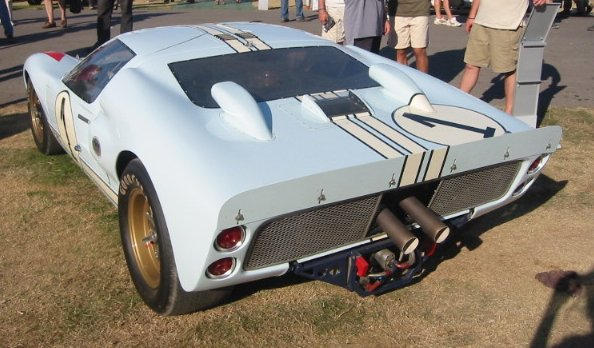
Гоночный каммбэк (Ford GT40)

Вследствие хороших аэродинамических свойств форма применялась в спортивных автомобилях, но долгое время для массовых автомобилей использовалась лишь эпизодически (например, в Шевроле Вега, AMC Хорнет,Ситроен CX).

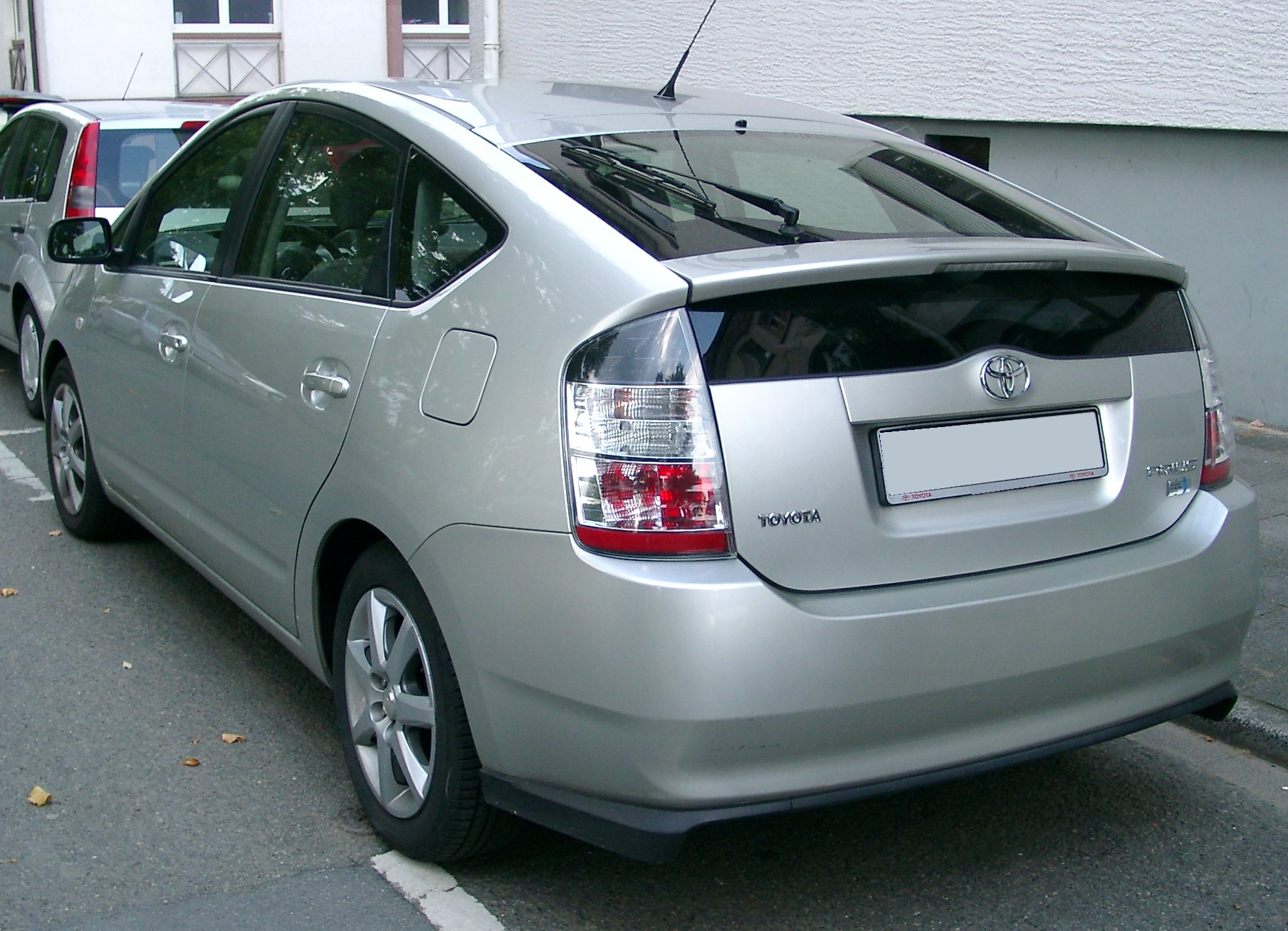
Гибрид с кузовом каммбэк (Тойота Приус)

Из-за использования в Веге и Хорнете, название «каммбэк» зачастую применяется как синоним универсала или хетчбэка, несмотря на то, что формально определяет специфическую аэродинамику в задней части кузова, которая стала стандартом де-факто для современных небольших автомобилей (включая Тойоту Приус с коэффициентом сопротивления 0,25).